# Sesklo

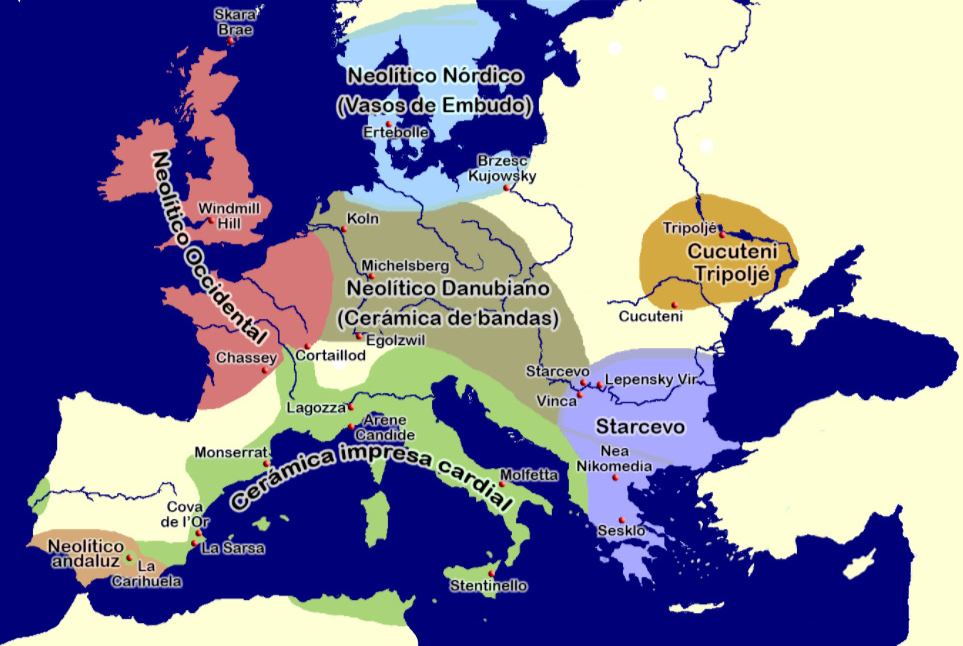
Situación de Sesklo (Sesclo) en el mapa de poblamiento neolítico de Europa en el V milenio a. C.

Sesklo o Sesclo (en griego: Σέσκλο) es un pueblo de Grecia que se encuentra en el municipio de Volos, dentro de la unidad periférica de Magnesia y de la periferia de Tesalia. Durante la prehistoria del sureste de Europa, Sesklo fue un importante asentamiento de la Grecia neolítica, antes del advenimiento de la Edad del Bronce y milenios antes del período micénico.

## Historia

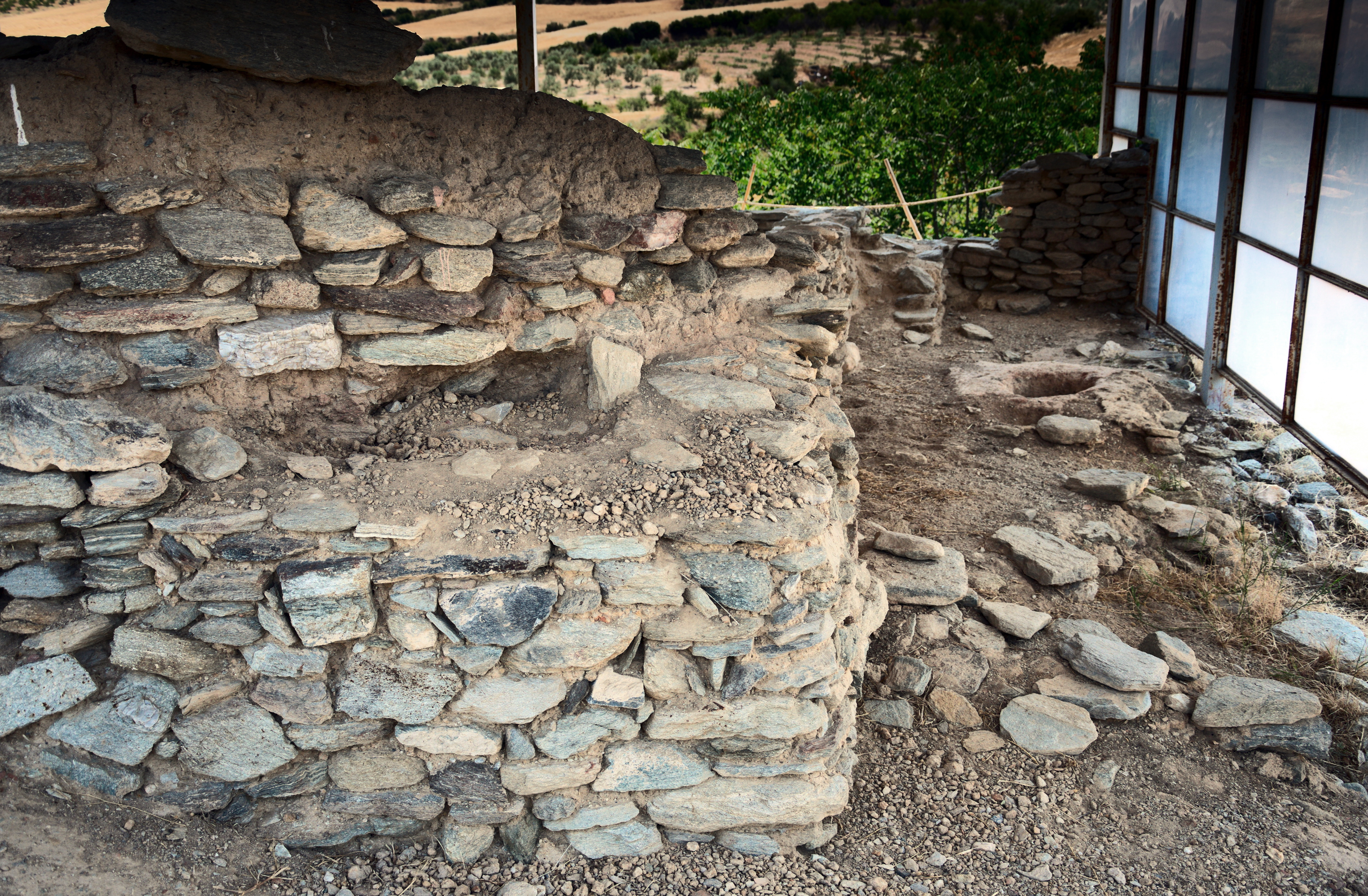
Keramia

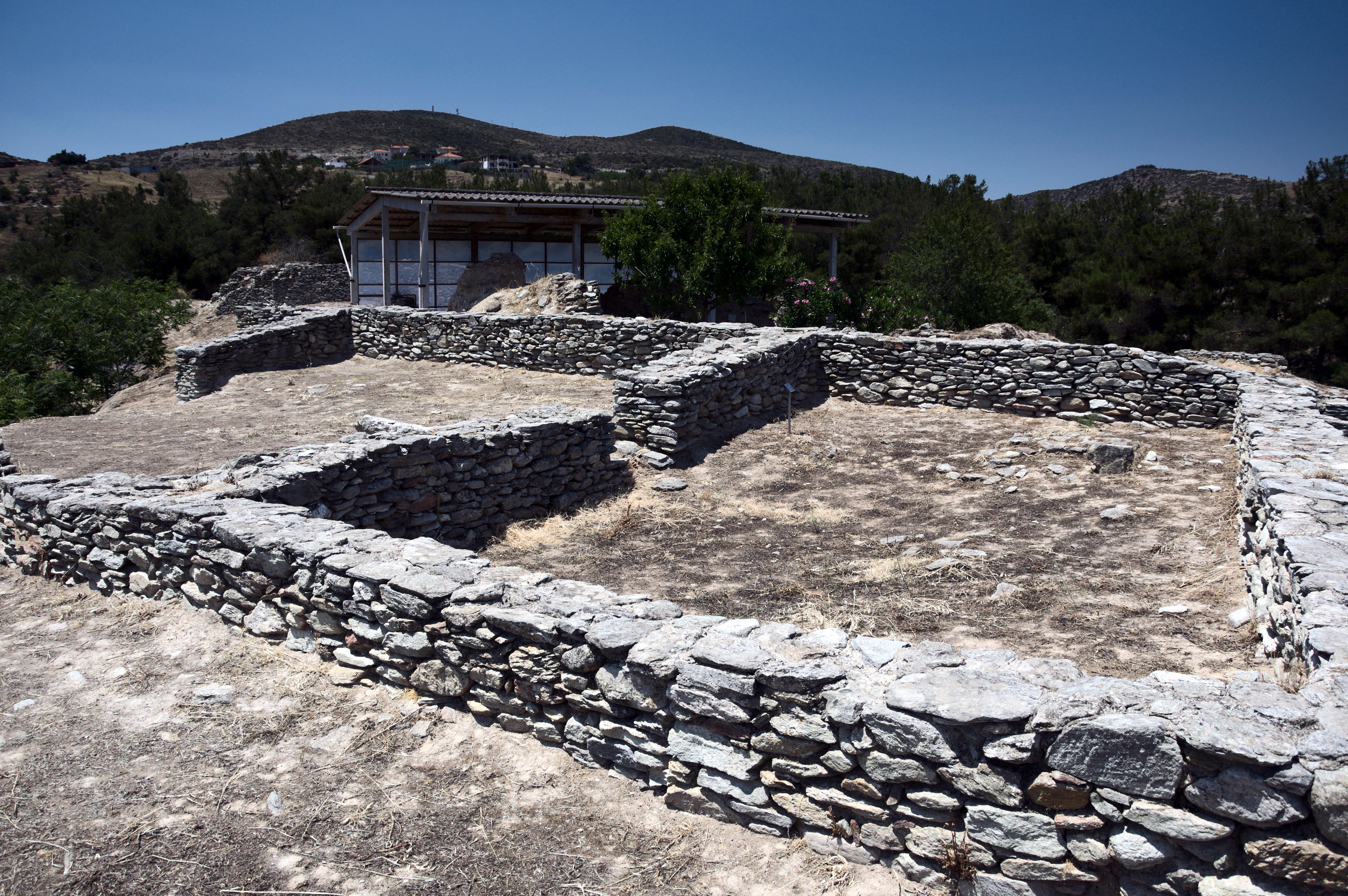
El megaron

Este asentamiento da su nombre a la primera cultura neolítica de Europa, que se extendía por Tesalia y parte de la Macedonia griega. Los restos más antiguos encontrados indican que esta civilización debió originarse en torno al 6850 a. C. con +/- 660 años de margen de error. Los primeros asentamientos, que son anteriores al VI milenio  a. C., son conocidos como proto-Sesklo (grupo principal) y pre-Sesklo (grupos secundarios, con características diferenciadas) y muestran una agricultura avanzada y un uso más temprano de la cerámica que en el Próximo Oriente, en una zona geográficamente cercana a la cueva Petralona y en el entorno donde vivió el Archanthropus.
Los pobladores de Sesklo construyeron sus aldeas en las colinas, cerca de fértiles valles donde se cultivaba el trigo y la cebada y mantenían principalmente rebaños de ovejas y cabras, aunque también tenían vacas, cerdos y perros. Sus casas eran pequeñas, con una o dos habitaciones, construidas de madera o ladrillos de barro en un primer período. Más tarde, la técnica de construcción se hizo más homogénea y todas las casas están construidas de adobe, con cimientos de piedra. En el VI milenio a. C., ya se encuentran las primeras casas de dos niveles y se percibe un urbanismo claro.
Las casas de la aldea se situaban unas junto a otras y eran rectangulares, casi cuadradas, con muros en barro o adobe con contrafuertes en los interiores y una fila de postes en el centro que sostenían la techumbre. A la puerta, situada en el muro más corto, se accedía por un porche sostenido por dos postes. El interior estaba dividido por paredes perpendiculares a los muros largos y la habitación principal se encontraba al fondo. Es la versión primitiva del mégaron que tanta influencia en la construcción tendría a lo largo de los siglos. 
En los niveles más bajos del proto-Sesklo no se ha encontrado cerámica, pero sus pobladores pronto desarrollaron cerámica muy fina (vasos y copas) que decoraban con pinturas geométricas de color rojo o marrón. Durante el período Sesklo se incorporaron nuevos tipos de cerámica. Al final del período, la decoración se desarrolla con motivos de llama. La cerámica de este estilo Sesklo "clásico" también se utilizó en Macedonia Occidental y Serbia.
Cuando se investiga si estos pobladores podrían ser emigrantes de Asia Menor, hay muchas semejanzas entre la rara cerámica de Asia Menor y la cerámica griega de principios del Neolítico, pero esas  similitudes parecen existir entre todas las cerámicas primitivas de las regiones del Próximo Oriente. El repertorio de formas no es muy diferente, pero las vasijas de Asia Menor, parecen ser más profundas que sus homólogas de Tesalia. Los cuencos característicos de la cultura Sesklo son poco profundos, ligeramente abiertos y no se han encontrado en los asentamientos de Asia Menor. La base en anillo era casi desconocida en Anatolia, mientras que las bases planas y plano-convexas eran comunes allí. En general, la apariencia de las vasijas es diferente y la apariencia de las primeras figuras, además, es completamente diferente.
La cerámica muy poco común de los niveles XII y XI en Çatal Hüyük se asemeja a la del Neolítico Temprano I de Sesklo, pero la pasta es muy diferente, teniendo un carácter parcialmente vegetal. Esta cerámica es contemporánea con la cerámica mejor hecha de Tesalia y no es precursora del material allí utilizado. En general, basándose en los restos arqueológicos hallados, hay inclinación a pensar en un desarrollo indígena en gran medida independiente de los asentamientos neolíticos griegos. La característica de la cerámica de Sesklo es su decoración roja sobre fondo amarillo o blanca sobre fondo rojo.
Los datos disponibles también indican que la domesticación del ganado se produjo en Argisa en una época tan temprana como 6300 a. C., durante la pre-cerámica del Neolítico. Los niveles de Sesklo que no tenían cerámica contenían sin embargo fragmentos de huesos de ganado domesticado. El primer suceso informado de esta índole en el Próximo Oriente está en Çatal Hüyük, en el estrato VI, que data de alrededor del 5750 a. C., aunque pueden haber estado presente en el estrato XII también - alrededor del 6100 a. C. Esto indica que la domesticación del ganado es autóctona del continente griego.
Una característica importante de esta cultura es la abundancia de estatuillas de mujeres, a menudo embarazadas. Ya se conocía la representación de las figuras humanas en estatuillas desde el Mesolítico en el Mediterráneo Oriental y antes, en el Paleolítico, pero será en el Neolítico cuando se desarrolle ampliamente la pequeña escultura, ya sea en barro o en piedras más durables como el mármol o la esteatita. Representan a la mujer esteatopígica en la mayoría de los casos, simbolizando a la diosa madre o símbolo de la fertilidad, tan generalizada en la cultura neolítica. Este tipo de esculturas están presentes en los Balcanes y en la mayor parte de los complejos neolíticos del Danubio complejo desde hace muchos milenios, aunque no pueden considerarse exclusivas de esta área. Es de resaltar por su novedad una figurilla de Sesklo que representa a una figura femenina entronizada con un niño en brazos y decorada con líneas pintadas.
La cultura de Sesklo es importante en la expansión del Neolítico en Europa. La investigación y su datación señalan la influencia de esta cultura en otras balcánicas (Karanovo I-II y Starčevo-Körös), que parece se originaron aquí, y serán estos los que estimularán el nacimiento de la importante cultura neolítica del Danubio. 
La "teoría de la invasión", establece que la gente de la Cultura Dímini neolítica fue responsable de la violenta conquista de la Cultura Sesklo en torno al 5000 a. C. Por otra parte, esta teoría considera a las dos poblaciones con identidades culturales separadas. Sin embargo, I. Lyritzis ofrece una historia diferente en relación con las Culturas Dímini y Sesklo, puesto que junto a R. Galloway, comparó materiales cerámicos de las dos entidades, utilizando termoluminiscencia para datarlos. Así, descubrió que los habitantes de los asentamientos en Dímini aparecieron alrededor del 4800 a. C., cuatro siglos antes de la caída de la civilización Sesclo (c. 4400 a. C.). Ante esto, Lyritzis concluyó que los habitantes de Sesklo y los de Dímini convivieron durante un período.